# Muhamet Abazi
Muhamet Abazi (ur. w 1963) – albański lekkoatleta, skoczek wzwyż.

## Rekordy życiowe
- Skok wzwyż – 2,11 (1988)[1] rekord Albanii[2][3]